# Taddeo Zuccari

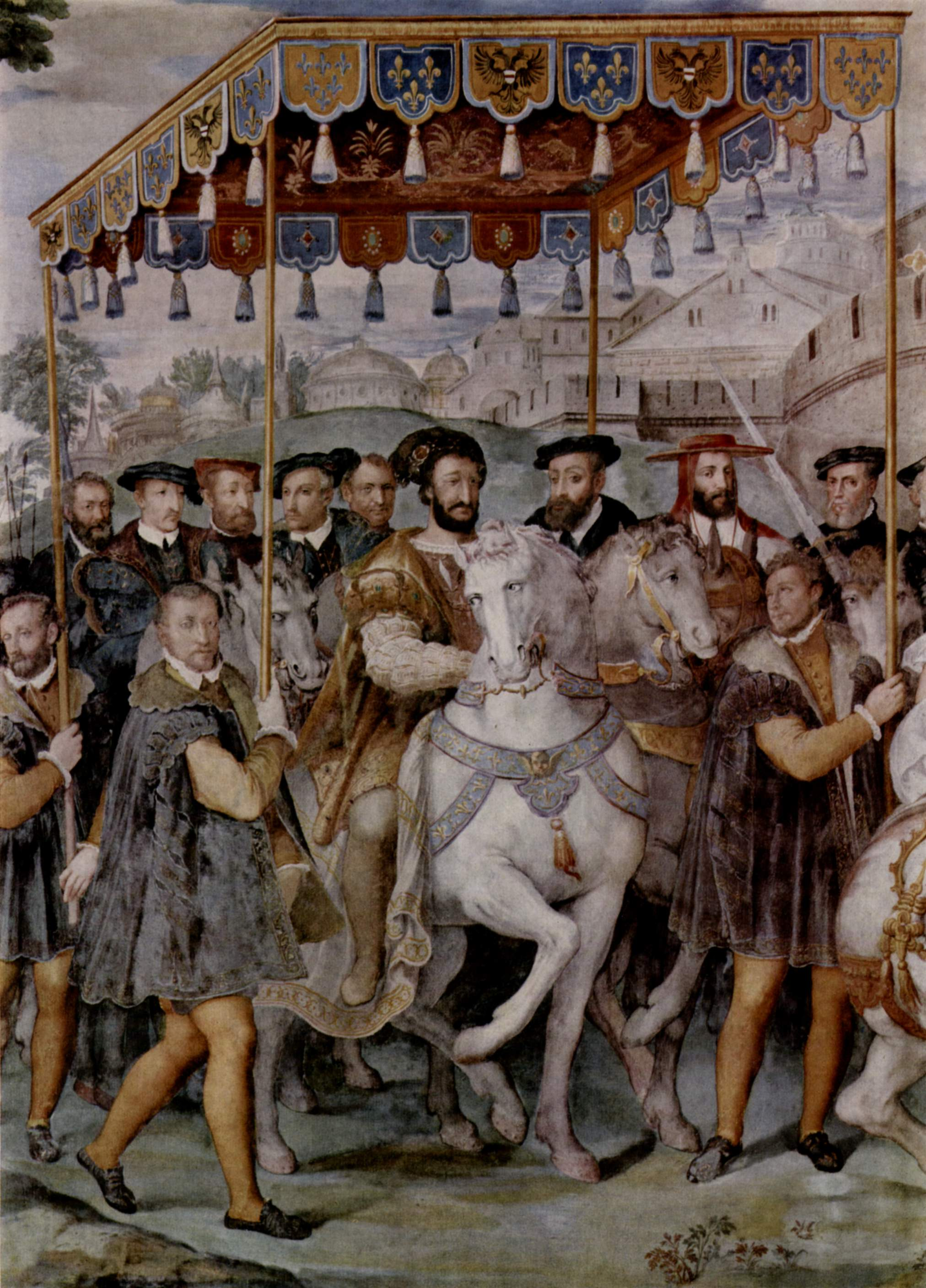
A Entrada Real dos Imperadores Carlos V, Francisco I oda França e Alessandro Cardinal Farnese em Paris

Taddeo Zuccaro ou Zuccari (Sant'Angelo in Vado, perto de Urbino, 1 de setembro de 1529 — Roma, 2 de setembro de 1566), foi um pintor italiano, um dos mais populares membros do Maneirismo. 
Zuccari nasceu em Sant'Angelo in Vado, perto de Urbino, filho de pintores. Seu irmão, Federico, nascido em 1540, foi também pintor e arquiteto. 
Zuccari mudou-se para Roma, aos 14 anos. Aos 17 anos, um aluno de Correggio, chamado Daniele da Parma, o empregou na pintura de uma série de afrescos em uma capela perto de Sora. Voltou para Roma, em 1548, e começou sua carreira como pintor de afrescos. Trabalhou para o Papa Júlio III e para o Papa Paulo IV e famílias de nobres. Trabalhou com Prospero Fontana na decoração da Villa Giulia. 
Seus afrescos eram geralmente grandes e mostravam cenas históricas. Suas pinturas menores eram mais raras. 
Morreu em Roma em 1566, e foi enterrado no Panteão, perto de Rafael. 